# IPhone 4S
iPhone 4S (od rujna 2013. stilizirano iPhone 4s) peta je generacija Appleovog smartphonea. Najavljen je 4. listopada 2011. na Appleovom kampusu u  Cupertinu, Kalifornija. U prodaju je pušten (ovisno o državi) 14. listopada 2011. (u Hrvatskoj 25. studenog 2011.). Iako izgleda identično prethodniku, iPhone 4S donosi razna  poboljšanja na hardverskoj razini kao što je novi SoC (System on a Chip) i bolju kameru. Na iPhoneu 4S dolazi predinstaliran  iOS 5 koji donosi razna poboljšanja i nove značajke kao što je  Siri, aktivacija iPhonea bez potrebe za spajanjem na računalo, iCloud i slično. Slovo S u nazivu iPhonea 4S označuje Siri, novu osobnu digitalnu asistenticu predstavljenu u iOS-u 5 što je i potvrdio Tim Cook. iPhone 4S prvi je iPhone koji podržava pet "velikih" inačica iOS-a - iOS 5, 6, 7, 8 i 9.

## Hardver
U odnosu na prethodnika, iPhone 4S donosi novi Apple A5 SoC koji sadrži dvojezgreni ARM Cortex-A9 procesor takta 1 GHz (smanjeno na 800 MHz) i PowerVR SGX543 GPU. Apple tvrdi da je grafika iPhonea 4S i do sedam puta brža od grafike  iPhonea 4. Ekran je isti kao i kod  prethodnika - 3,5 inčni TFT LCD multitouch rezolucije 640x960 piksela.
iPhone 4S podržava GSM i CDMA što mu omogućuje rad na svim mobilnim mrežama svijeta. Podržava 3G brzina do 14.4 MB/s pomoću standarda HSDPA+. Također podržava Wi-Fi, Bluetooth 4.0 i GPS.
Kamera iPhone 4S, poznata i kao iSight, snima 8 megapikselne (3264x2448 piksela) fotografije i videozapise u  HD rezoluciji (1080p). U SoC-u je ugrađen Image signal processor koji dodatno poboljšava snimke i fotografije. Pomoću ugrađenog žiroskopa, iPhone 4S podržava stabilizaciju snimljenih videozapisa.
Na gorenjem rubu nalazi se standardni 3,5-milimetarski priključak za slušalice i mikrofon za stišavanje buke okoline. Na lijevoj strani nalaze se tipke za stišavanje i jačanje glasnoće zvuka te sklopka za isključivanje zvuka. Na desnoj strani nalazi se utor za  microSIM kartice. Okvir iPhonea 4S, kao i iPhone 4, izrađen je od nehrđajućeg čelika, a prednja i stražnja strana su  staklene. Oba smartphonea dizajnirao je Jonathan Ive i oba su 21.5% tanji od  iPhonea 3GS.

## Softver
iPhone 4S dolazi s predinstaliranim iOS-om 5.0 koji donosi nove značajke kao što su Siri i iCloud. Siri je osobna digitalna asistentica, slična Microsoftovoj Cortani. Korisnik može postaviti razna pitanja i zadatke koje će Siri vrlo vjerojatno ispuniti, iako se ponekad događaju greške. iPhone 4 ne podržava Siri zbog hardverskih ograničenja. U bučnoj okolini korisnik može i upisati svoje upite i naredbe. Siri nije dostupna u svim jezicima. iCloud je Appleov oblačni servis za sigurno spremanje kontakata, fotografija, bookmarka i ostalih korisniku važnih podataka (iako ima neka ograničenja koja drugi oblačni servisi nemaju). Za korištenje iClouda potreban je Appleov račun, jednostavno nazvan Apple ID. iCloud nije obavezan za korištenje i može se po potrebi (ili želji) isključiti. iOS 5 donosi i iMessage, Appleov servis za besplatnu razmjenu poruka između korisnika uređaja s iOS-om (kao što su  iPhone, iPad i iPod Touch). iMessage konverzaciju možemo prepoznati po tome što se u Messages aplikaciji poruke prikazuju u plavoj boji (SMS-ovi se prikazuju u zelenoj). Od ostalih promjena koje donosi iOS 5 možemo navesti bolju integraciju s Facebookom i Twitterom i  podosta kritiziranu aplikaciju Apple Maps koja zamjenjuje dosadašnji Google Maps.
iPhone 4S se može ažurirati do inačice iOS-a 9.3.6.

## Problemi
Korisnici su prijavljivali dosta problema s iPhoneom 4S. Neki od njih su:
- zaslon žutkaste nijanse[13][14]
- nedostatak zvuka poziva
- problemi s  baterijom
- Siri ne prepoznaje neke naglaske[15][16]
- slab Bluetooth prijem
- pregrijavanje tijekom korištenja WiFi-ja i nemogućnost uključivanja WiFi-ja nakon ažuriranja na iOS 7